# Bad Homburg vor der Höhe
 (juin 2025).
Si vous disposez d'ouvrages ou d'articles de référence ou si vous connaissez des sites web de qualité traitant du thème abordé ici, merci de compléter l'article en donnant les références utiles à sa vérifiabilité et en les liant à la section « Notes et références ».
Bad Homburg vor der Höhe (aussi en français Bad Hombourg) (officiellement : Bad Homburg v. d. Höhe) est une ville située en République fédérale d’Allemagne dans le Land de Hesse.
Le territoire de la ville est en directement voisin de celui de Francfort-sur-le-Main, ce qui permet à la ville de figurer parmi les plus riches d’Allemagne car de nombreuses personnes travaillant dans la finance à Francfort la choisissent comme lieu de résidence.
Elle est célèbre pour son établissement thermal située dans un parc thermal de 44 hectares. En 1840, l'ouverture d'un casino transforma la petite ville d'eau en une capitale européenne du jeu.
L’adresse postale est « Bad Homburg v.d.Höhe ». L’ajout du mot « Bad » dans le nom remonte à 1912.

## Histoire
| Appartenances historiques Seigneurie d'Eppstein 1361–1486 Comté de Hanau-Münzenberg 1486–1521 Landgraviat de Hesse 1521–1567 Comté de Dietz 1567–1577 Landgraviat de Hesse-Rheinfels 1577–1583 Landgraviat de Hesse-Darmstadt 1583–1622 Landgraviat de Hesse-Hombourg 1622–1866 Grand-duché de Hesse 1866–1866 Royaume de Prusse (province de Hesse-Nassau) 1866–1918 République de Weimar 1918–1933 Reich allemand 1933–1945 Allemagne occupée 1945–1949 Allemagne de l'Ouest 1949–1990 Allemagne 1990–présent |

Le nom de la ville « Homburg » vient du château fort Hohenberg, construit à l'époque médiévale.
Avec la venue du thermalisme au milieu du XIXe siècle, qui a largement profité du casino construit en ville, la ville changea en une ville de renommée internationale. Bad Homburg a été particulièrement prisée par la noblesse de Russie pour ses bains.
L'industrie des thermes a commencé avec la découverte de la source Elisabethenbrunnen en 1834. Le premier bâtiment thermal et le premier casino à Homburg ont été construits en 1841-1842 par les frères jumeaux François (1806-1877) et Louis Blanc (1806-1852). François va prendre ultérieurement la tête du casino de Monte-Carlo en fondant la Société des bains de mer de Monaco. C'est pourquoi le casino de Homburg est parfois appelée la « Mère de Monte Carlo ». En 1860, la ville était reliée à Francfort-sur-le-Main par une ligne de chemin de fer, le « Homburger Bahn ».
En 1888, Bad Homburg était connue dans tout l'Empire allemand, car le Kaiser Guillaume II avait déclaré le château de Bad Homburg comme étant une résidence impériale estivale. Plus tard, il a financé la construction de l'église du Rédempteur à proximité. Le château de Hombourg était déjà la résidence estivale des rois de Prusse à partir de 1866 et la villégiature préférée de l'impératrice Victoria de Prusse épouse de Frédéric III d'Allemagne.
Non loin de là se dresse la chapelle russe, une église orthodoxe orientale dont la première pierre a été posée en présence du couple impérial russe, le 16 octobre 1896, bien qu'ils ne la fréquentaient pas quand elle a été consacrée presque trois ans plus tard. Après la chute de la monarchie, le prince Adalbert de Prusse y fixa sa résidence.
Après la fondation de l'Allemagne de l'Ouest, avec sa capitale à Bonn, la gestion de la dette fédérale (Bundesschuldenverwaltung), le Bureau pour la sécurité d'ajustement (Amt für Wertpapierbereinigung) et l'Office fédéral de péréquation (Bundesausgleichsamt) ont été installés à Bad Homburg.
Au XXe siècle, Bad Homburg est devenue le quartier résidentiel de Francfort-sur-le-Main préféré des classes supérieures. Le 30 novembre 1989, l'un de ses habitants, Alfred Herrhausen, directeur de la Deutsche Bank, a été tué et son chauffeur a été blessé par une voiture piégée à Bad Homburg. Il a été supposé qu'il s'agissait d'une attaque par la Fraction armée rouge, bien que cela n'ait jamais été formellement prouvé.

## Démographie
Article détaillé : la communauté juive et la synagogue avant la Seconde Guerre mondiale.

## Monuments

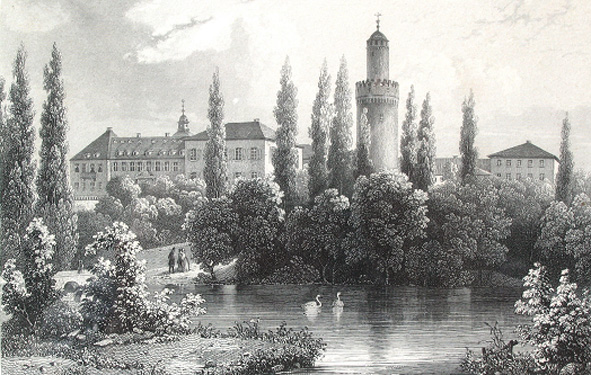
Le château, gravure du XIXe siècle environ.

- Le château dominé par une haute tour blanche
- La chapelle russe
- L'église du Rédempteur
- La maison gothique

## Éducation

### Écoles élémentaires
- Friedrich-Ebert-Schule
- Hölderlin-Schule
- Ketteler-Francke-Schule
- Landgraf-Ludwig-Schule
- Grundschule Im Eschbachtal
- Paul-Maar-Schule (Ober-Erlenbach)
- Grundschule Dornholzhausen

### Établissements secondaires
| Lycée Impératrice-Frédéric   | (Gymnasium, lycée)                    |
| Humboldtschule               | (Gymnasium, lycée)                    |
| Gesamtschule am Gluckenstein | (Gesamtschule, école polyvalente)     |
| Maria-Ward-Schule            | (Realschule, école de filles privée)  |
| Feldbergschule               | (Berufsschule, école professionnelle) |

### Établissements d’enseignement supérieur
Accadis Hochschule Bad Homburg (économie).

## Sport
Depuis 2021, la ville accueille un tournoi de tennis éponyme. Celui-ci fait partie du calendrier WTA.

## Jumelages
La ville de Bad Homburg vor der Höhe est jumelée avec :
- Mondorf-les-Bains (Luxembourg)
- Cabourg (France)
- Coire (Suisse)
- Dubrovnik (Croatie)
- Exeter (Angleterre)
- Mariánské Lázně (Tchéquie)
- Mayrhofen (Autriche)
- Peterhof (Russie)
- Terracina (Italie)
- Spa (ville) (Belgique)
- Międzyzdroje (Pologne)
- Niš (Serbie)
- Béjaïa (Algérie)
- Jūrmala (Lettonie)
- Greiz (Allemagne)
- Bad Tölz (Allemagne)
- Bad Gottleuba-Berggießhübel (Allemagne)
- Hinterzarten (Allemagne)

## Personnalités liées à la ville
- Vladimir Sollogoub y est mort en 1882.
- David Wolffsohn (1856-1914), second président de l'Organisation sioniste mondiale, mort dans la ville alors qu'il rentrait de Suisse pour gagner Cologne.
- Paul Ehrlich, scientifique allemand, y est mort en 1915.
- Victor Marx (1872-1944), rabbin français.
- Samy Klein (1915-1944), rabbin français, résistant, tué par les nazis, y est né.
- Gabrielle Wittkop (1920-2002), écrivaine française, y a vécu avec son époux allemand.
- Sabine Schormann (née en 1962), germaniste et responsable culturelle allemande (directrice générale de la Documenta et du Museum Fridericianum) y est née.